# Comuna Roma, Botoșani
Roma este o comună în județul Botoșani, Moldova, România, formată din satele Cotârgaci și Roma (reședința).

## Așezare geografică
Comuna Roma este așezată în partea centrală a județului Botoșani, fiind compusă din 2 sate, Roma, reședința de comună și Cotârgaci. Comuna Roma se află la o distanță de 12 km de municipiul Botoșani, legătura făcându-se prin drumul județean, Botoșani - Vorniceni.

## Istorie
Cu toate că documentele scrise despre locuirea acestui teritoriu sunt de dată recentă, urmele arheologice atestă urme de locuințe încă din neolitic. Satul Cotârgaci este atestat documentar în anul 1833. Satul Roma este cel mai nou sat, după documentul din 1887.
Comuna Roma a luat ființă în anul 1926.

## Economie
Economia comunei este axată cu preponderență pe agricultură, cuprinzând cele 2 subramuri: cultura plantelor și creșterea animalelor. În comuna funcționează o serie de agenți economici de producție: 2 prese de ulei, 3 mori de porumb, o fabrică de cașcaval, 2 abatoare, etc. Mai funcționează unități cu specific comercial; aici se pot aminti cele 4 magazine Consumcoop si cele 15 magazine mixte, private. În domeniul prestări servicii, în comuna Roma funcționează o secție de mecanizare, cu personalitate juridică ce are în dotare 30 tractoare, 24 pluguri, 4 semănători, 3 combine, etc.
Mai există 2 asociații agricole, cu personalitate juridică și 8 asociații agricole, familiale.
Comuna Roma are o rețea de drumuri publice, în lungime de 44 km, din care 5 km sunt asfaltați și 4,2 km sunt pietruiți.

## Infrastructura socială
Infrastructura socială este reprezentată de cele 8 unități de învățământ, din care 4 sunt școli, de 2 cămine culturale, 2 biblioteci, un dispensar uman , un dispensar veterinar.

## Demografie
Componența etnică a comunei Roma
     Români (95,82%)
     Alte etnii (0,85%)
     Necunoscută (3,33%)
Componența confesională a comunei Roma
     Ortodocși (83,89%)
     Penticostali (9,45%)
     Adventiști (2,79%)
     Alte religii (0,43%)
     Necunoscută (3,44%)
Conform recensământului efectuat în 2021, populația comunei Roma se ridică la 3.513 locuitori, în creștere față de recensământul anterior din 2011, când fuseseră înregistrați 3.249 de locuitori. Majoritatea locuitorilor sunt români (95,82%), iar pentru 3,33% nu se cunoaște apartenența etnică. Din punct de vedere confesional, majoritatea locuitorilor sunt ortodocși (83,89%), cu minorități de penticostali (9,45%) și adventiști (2,79%), iar pentru 3,44% nu se cunoaște apartenența confesională.

## Politică și administrație
Comuna Roma este administrată de un primar și un consiliu local compus din 13 consilieri. Primarul, Cosmin-Florin Cîșlariu[*], de la Partidul Social Democrat, este în funcție din 1 noiembrie 2024. Începând cu alegerile locale din 2024, consiliul local are următoarea componență pe partide politice:
|  | Partid                          | Consilieri | Componența Consiliului | Componența Consiliului | Componența Consiliului | Componența Consiliului | Componența Consiliului | Componența Consiliului |
|  | ------------------------------- | ---------- | ---------------------- | ---------------------- | ---------------------- | ---------------------- | ---------------------- | ---------------------- |
|  | Partidul Social Democrat        | 6          |                        |                        |                        |                        |                        |                        |
|  | Partidul Național Liberal       | 5          |                        |                        |                        |                        |                        |                        |
|  | Alianța pentru Unirea Românilor | 1          |                        |                        |                        |                        |                        |                        |
|  | Alianța Dreapta Unită           | 1          |                        |                        |                        |                        |                        |                        |